# Арвизу, Реджинальд
Рэджинальд «Филди» Арвизу (англ. Reginald Quincy «Fieldy» Arvizu, 2 ноября, 1969) — бас-гитарист группы Korn.
До Korn Филди играл в группе L.A.P.D., созданной вместе с Ричардом Моррелом (ещё одним уроженцем Бейкерсфилда, не связанным с Korn), Джеймсом Шаффером и Дэвидом Сильвериа. Двое последних (вместе с Филди) впоследствии стали сооснователями Korn. Изначально аббревиатура L.A.P.D. расшифровывалось как «Любовь и Мир, Чувак» (англ. Love And Peace, Dude). Аллюзии усиливала известная аналогия с полицейским департаментом Лос-Анджелеса.
Прозвище «Филди» было образовано от «Гарфилд», основанного на персонаже комиксов, с таким же именем. Если точнее, остальные музыканты группы называли Реджинальда «Суслик» (англ. Gopher) из-за большого размера его щек. Затем прозвище трансформировалось в «Garf», а ещё позже — «Гарфилд». Его полное прозвище «Филди Снатс» (англ. Fieldy Snuts), которое также на слух можно воспринять как «Feel these nuts» (Пощупай эти «шары») или «Fieldy’s nuts» («„Шары“ Филди», также можно перевести как «Сумасшедший Филди»). Такое же название носит звукозаписывающий лейбл Филди.
Арвизу предпочитает 5-струнные бас-гитары Ibanez, часто используя слэп для выделения бас-гитары в миксе. Его звучание больше похоже на барабан или перкуссию, чем традиционную бас-гитару. «Я ударник. Ударник на басу» — говорит о себе Реджинальд. Большая часть его басовых партий написана под влиянием хип-хопа. Также Филди отвечает за дизайн и распространение мерчандайза (атрибутики) Korn, являясь автором большинства эскизов.
Когда Korn выступали в Джексонвилле, Флорида, Фред Дёрст, который в то время работал татуировщиком, познакомился с Филди и гитаристом Хэдом. Новые знакомые договорились встретиться в следующий раз, когда Korn будут в городе. Таким образом, Дёрст показал им демозапись Limp Bizkit, которую Филди и Хэд передали своему продюсеру Россу Робинсону. Последнего же настолько впечатлило звучание группы, что он согласился спродюсировать первый альбом Limp Bizkit, Three Dollar Bill, Yall$.

## Деятельность за пределами Korn
Помимо Korn, у Филди есть рэп-проект под названием Fieldy's Dreams. Он уже выпустил один альбом, Rock'n Roll Gangster. Второй альбом запланирован на отдалённое будущее, так как в настоящее время музыкант сконцентрирован на Korn.
Филди был избран басистом года в 2005 по версии английского журнала Metal Hammer. В настоящее время Филди работает с независимым рэп-исполнителем Q Unique, Sevendust и Dark New Day, а также с гитаристом Клинтом Ловери в сайд-проекте под названием «Capital Q». Песню «Killing Myself To Live» можно услышать на их странице в MySpace. Дата выхода самого альбома до сих пор не названа.

## Личная жизнь
Филди женился на Дине Бебер 16 мая 2006. Это его второй брак. У Филди две дочери от первого брака с Шилой Арвизу — Сирена и Оливия Арвизу. В 2007 году у Реджинальда и Дины родился сын, получивший имя Израэль, также у пары есть дочь Хармони Роуз (27 ноября 2009) и сын Ной (13 августа 2012).

После смерти своего отца Филди прекратил употреблять алкоголь и наркотики, став христианином.
Также Реджинальд выпустил книгу «Got the Life: My Journey of Addiction, Faith, Recovery and Korn». В своих мемуарах басист описывает первые годы группы, когда он был алкоголиком и наркоманом, и рассказывает о том, как ему удалось вернуться к нормальной жизни. Наряду с воспоминаниями, со страниц своей автобиографии Филди извиняется за свои былые выходки перед каждым из коллег по Korn. По словам басиста, он уже отправил по экземпляру мемуаров Джонатану Дэвису и гитаристу Джеймсу Шафферу. В книге Филди признается, что привести в порядок свою жизнь ему помогла религия. Тем не менее, музыкант решил не уходить из Korn, как поступил гитарист Брайан Уэлч. По словам музыканта, его коллеги по группе с пониманием отнеслись к изменениям в его жизни. «Я не имею права его осуждать, — я считаю, что если людям нужно христианство, то кто я такой, чтобы убеждать их в обратном? Я не очень разделяю картину христианства в целом, но если вера в Христа помогает Реджи и делает его более счастливым человеком, значит это мощная вещь» — заявил в одном из интервью вокалист Джонатан Дэвис.
10 мая 2011 года вышел дебютный альбом сольного проекта Филди Stillwell под названием «Dirtbag».

## Участие в качестве гостя (видео)
- Limp Bizkit — Faith (1998)
- Ice Cube — Fuck Dying (1999)
- E-40 — Automatic (2002)
- Bubba Sparxx — Back In The Mud (2003)

## Оборудование

### Бас-гитары
- Ibanez Soundgear SR1305 5-string (Natural finish, Lollapalooza '97 bass)
- Ibanez Soundgear SR1305 5-string (Maroon, w/ sand paper scratches on it)
- Ibanez Soundgear SR885 5-string (Black)

Ibanez ATK305 (Amber/ash body)
- Ibanez K5 (Fieldy Signature) (Oil With Gold Hardware)

Ibanez K5 (Transparent Black Flat With Gold Hardware)
- Ibanez K5 (Flat Black With Black Hardware)

Ibanez K15 Custom built 5 string bass guitar
- Ibanez Custom 5-string Art Wood acoustic bass covered in Tribal Clothing stickers
- Ibanez K5 (Blue Bandana Styled Custom Artwork With Chrome Hardware)
- Ibanez K5 (Pearl White with matching painted fretboard, black hardware, and «Bassically» written on the higher frets. At Winter NAMM 2014 Ibanez announced this bass would be released as KoRn’s 20th anniversary K5 bass model with a limited run. The bass comes with DR Neon Blue Hi-Def strings and includes a case.)